# 1984 (spot)

Fotogramma dello spot

1984 è lo spot pubblicitario della Apple, con il quale è stato presentato il personal computer Macintosh. È oggi considerato come una pietra miliare della cinematografia pubblicitaria.
Lo spot è stato diretto da Ridley Scott, il soggetto è stato scritto da Steve Hayden, Brent Thomas e Lee Clow per l'agenzia pubblicitaria Chiat/Day di Venice (Los Angeles, California) e prodotto dalla New York production company Fairbanks Films. La protagonista è stata impersonata dall'attrice Anya Major, mentre l'attore che ha impersonato il Grande Fratello è stato David Graham.
Lo spot è stato trasmesso un'unica volta in televisione, il 22 gennaio 1984, durante il terzo quarto del Super Bowl.
"1984" utilizza l'immagine di una eroina anonima per simboleggiare l'arrivo sul mercato del personal computer Apple Macintosh (una cui rappresentazione stilizzata si trova sulla maglietta bianca della protagonista) come mezzo di liberazione dell'umanità dal conformismo. L'intero spot rappresenta un dichiarato omaggio al romanzo 1984 di George Orwell che descrive un futuro distopico.

## Trama
Lo spot apre su una scenografia di tipo industriale, rappresentata con colori blu e grigi. Si vede una fila di persone (di genere ambiguo) che marciano all'unisono. Procedono in un lungo tunnel costantemente controllati da telecamere. Appare l'immagine dell'eroina che viene a liberarli, i colori brillanti delle inquadrature evidenziano il contrasto. Più che un soldato, come i personaggi che marciano in fila, lei appare come una atleta. Corre reggendo un grosso martello e veste una specie di divisa da atletica leggera (pantaloncini arancione brillante, scarpe da corsa, maglietta bianca smanicata recante una immagine stilizzata di un computer Macintosh della Apple, una fascia di spugna bianca al polso sinistro ed una rossa al destro) - si ricorda, per inciso, che il 1984 è anche l'anno delle Olimpiadi di Los Angeles.
L'eroina è inseguita da guardie (presumibilmente agenti della Psico-Polizia orwelliana) con uniformi antisommossa e caschi che coprono i loro volti, armate di manganelli.
Si alternano immagini della protagonista che corre inseguita dalle guardie e della folla di persone spersonalizzate che marciando si dispone in una sala dove su un grande schermo è proiettato il volto in primo piano di un uomo (che evidentemente allude al Grande Fratello orwelliano) impersonato dall'attore David Graham che tiene un discorso:
L'eroina, ormai giunta vicino allo schermo, lancia il martello contro di esso con un urlo liberatorio, prima di essere raggiunta dalle guardie che la inseguono. Il martello lo colpisce proprio mentre il grande fratello annuncia «Noi vinceremo!» e lo schermo viene distrutto in una esplosione di fumo e luce.
Lo spot si conclude con uno slogan che recita:
L'ultima immagine è il marchio di Apple.

## Produzione
Lo spot fu prodotto dall'agenzia pubblicitaria Chiat/Day di Venice, ideato da Brent Thomas con la direzione artistica di Lee Clow. Ridley Scott (che aveva terminato di dirigere Blade Runner l'anno precedente) venne ingaggiato dal produttore esecutivo Richard O'Neill per dirigere lo spot e fu messo a sua disposizione un budget di produzione, inaudito per i tempi, di 900.000 dollari.
Steve Jobs e Mike Murray, responsabile marketing di Apple, furono così entusiasti del prodotto finale che decisero di acquistare due spazi pubblicitari, uno di 60 secondi ed un altro di 30 secondi, durante il Super Bowl, l'evento televisivo che ogni anno ha il maggior numero di spettatori negli Stati Uniti d'America. Nel dicembre 1983 mostrarono il filmato al Consiglio di amministrazione della Apple. Tuttavia, con grande sorpresa di Jobs e Murray, all'intero Consiglio di amministrazione lo spot non piacque. Mike Markkula suggerì di rivolgersi ad un'altra agenzia pubblicitaria e John Sculley decise di contattare Chiat/Day per rivendere gli spazi pubblicitari acquistati. Jay Chiat, il direttore dell'agenzia, riuscì a rivendere solo quello da 30 secondi ma non l'altro per via del fatto che ormai erano troppo vicini alla data interessata. I dirigenti di Apple pensarono inizialmente di far andare in onda un annuncio pubblicitario più convenzionale ma, alla fine, decisero di provare a trasmettere "1984".

## Impatto sul pubblico
Ted Friedman, nel suo saggio del 2005 intitolato Electric Dreams: Computers in American Culture, ha rilevato che:
(Ted Friedman, Electric Dreams: Computers in American Culture, 2005.)

## Significato
"1984" cerca di descrivere come l'utilizzo di cattive tecnologie possa portare ad un'uniformazione delle persone che acquistano computer prodotti in massa. Nello specifico, "1984" è un chiaro riferimento a come Apple, nell'idea di Jobs, si dovesse elevare ad unica forza minore in grado di contrastare il predominio dei dispensatori di cattive tecnologie rappresentati nello spot con l'immagine del "Grande Fratello" di Orwell, un chiaro riferimento a IBM che, in quel periodo, stava imponendo il suo Personal Computer in maniera forte. Non è comunque solo IBM nel mirino di "1984" ma ogni società che rappresenti un accentramento di potere.

## Premi
- 1984 - 31º Festival internazionale della creatività Leoni di Cannes - Grand Prix[10]
- 1984 - Clio Awards
- 1995 - Clio Awards - Hall of Fame
- 1995 - Advertising Age - Greatest Commercial[11]
- 1999 - TV Guide - Number One Greatest Commercial of All Time[12]
- 2003 - World Federation of Advertisers - Hall of Fame Award (Jubilee Golden Award)
- 2007 - Best Super Bowl Spot (miglior spot della storia del Super Bowl in 40 anni)[13]

## Influenza nei media
In occasione dell'uscita del porting per il sistema operativo macOS del gioco Half-Life 2, la Valve ha presentato uno spot pubblicitario che può essere considerato un tributo a questo spot.
Nel 2020, Epic Games pubblica un video che è la parodia dello spot 1984 di Apple per denunciare come Apple abbia attualmente il monopolio della distribuzione dei videogiochi su alcune piattaforme. Per queste ragioni Epic Games intenta causa contro Apple e poi anche contro Google.